# Limoniscus
Limoniscus är ett släkte av skalbaggar som beskrevs av Edmund Reitter 1905. Limoniscus ingår i familjen knäppare.
Släktet innehåller bara arten Limoniscus violaceus.

## Bildgalleri

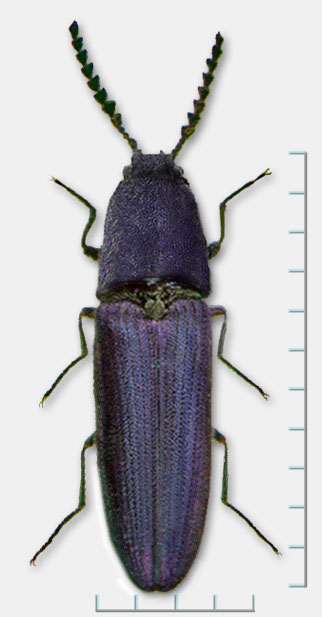